# Borsa d'Atenes

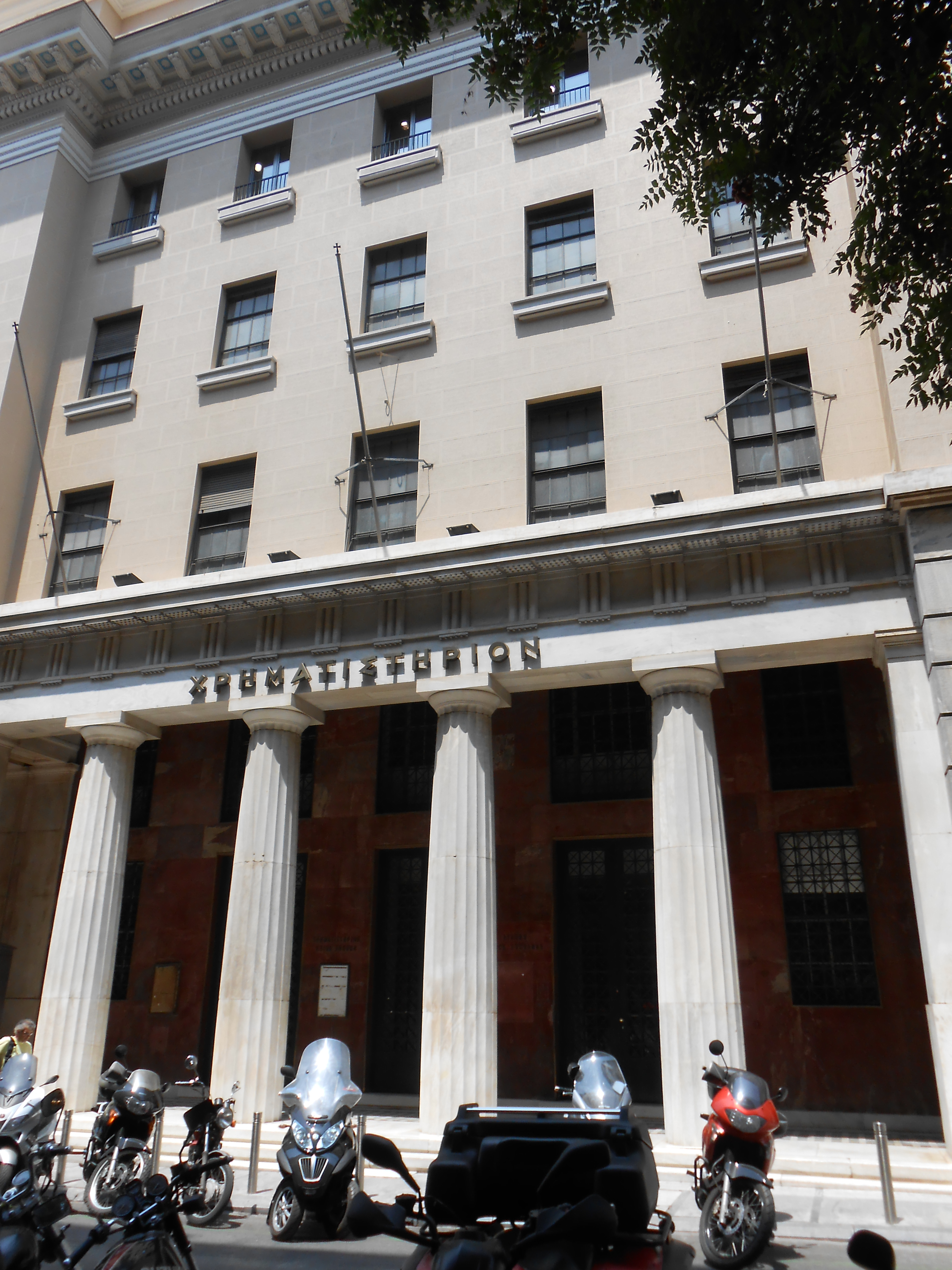
Antiga seu de la Borsa d'Atenes al carrer Sòfocles.

La Borsa de valors d'Atenes (en grec: Χρηματιστήριο Αξιών Αθηνών o ΧΑΑ) està situada a Atenes, Grècia. Va començar a operar l'any 1876. Actualment el seu director és Sokrates Lazaridis.
El seu horari és des de les 10:00 fins a les 17:20 cada dia, excepte dissabtes i diumenges i festes borsàries.